# Bandvävstol
Bandvävstol eller bandstol är en vävstol som är speciellt avsedd för bandvävning.
Den kan vara av bords- eller golvmodell och bygger på samma principer som en vanlig vävstol, med varpbom, solv, skaft, vävsked och tygbom. För golvmodell kan, men behöver inte, trampor finnas. Skälet kan bildas genom vridningar fram och tillbaka på skafthållaren.
Bandvävstolar förekommer i förhistorisk tid och finns avbildade på medeltida målningar.

## Bildgalleri

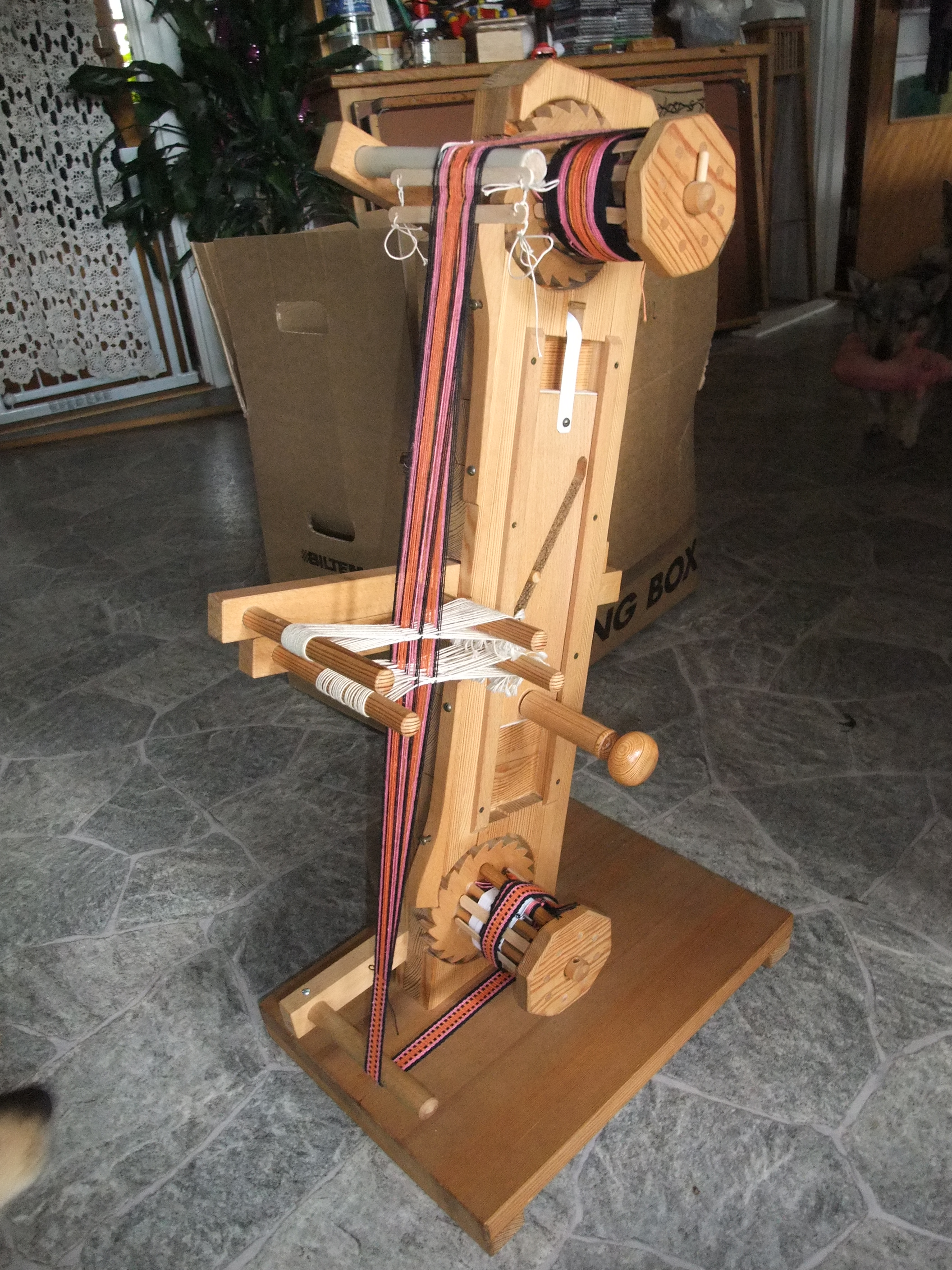
Modern svensk variant av bordbandvävstol.
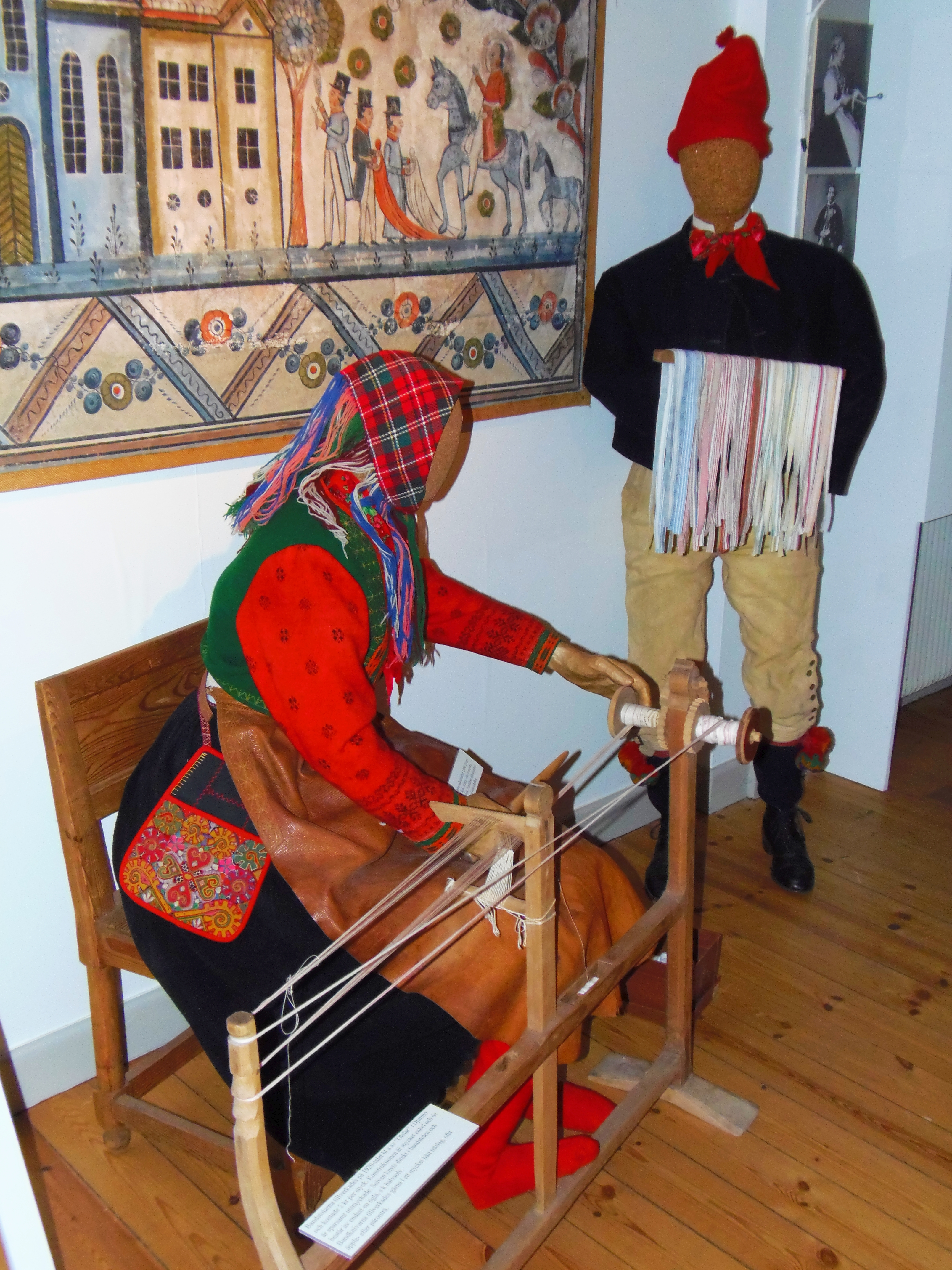
Bandvävstol under gång; uppköparen kontrollerar de färdigvävda banden.